# Internazionali d'Italia 1991
Gli Internazionali d'Italia 1991 sono stati un torneo di tennis giocato sulla terra rossa. È stata la 48ª edizione degli Internazionali d'Italia, che fa parte della categoria ATP Super 9 nell'ambito dell'ATP Tour 1991, e della Tier I nell'ambito del WTA Tour 1991. Sia che il torneo maschile che quello femminile si sono giocati al Foro Italico di Roma in Italia.

## Campioni

### Singolare maschile
Emilio Sánchez ha battuto in finale  Alberto Mancini con il punteggio di 6–3, 6–1, 3–0 (ritiro)

### Singolare femminile
Gabriela Sabatini ha battuto in finale  Monica Seles con il punteggio di 6–3, 6–2

### Doppio maschile
Omar Camporese /  Goran Ivanišević hanno battuto in finale  Luke Jensen /  Laurie Warder con il punteggio di 6–2, 6–3

### Doppio femminile
Jennifer Capriati /  Monica Seles hanno battuto in finale  Nicole Bradtke /  Elna Reinach con il punteggio di 7–5, 6–2